# Citrus bergamia
Citrus bergamia ou laranja-bergamota, é um citrino de pequeno porte, cujos frutos têm forma ligeiramente similar à de uma pera.
Esta espécie está quase limitada à costa da província de Calábria, na Itália, de tal modo que é um símbolo de toda a região.
Também se cultiva na Argentina, no Brasil e no estado norte-americano da Geórgia. Mas, devido à argila, cal e depósitos aluviares que se encontram nos terrenos da zona italiana da Calábria, julga-se que nenhuma outra parte do mundo produza frutos da mesma qualidade.
A sua casca é utilizada para produzir uma essência aromática (ou óleo essencial) que é utilizada na fabricação do chá Earl Grey.